# Brachycyttarus fuscus
Brachycyttarus fuscus är en fjärilsart som beskrevs av Wolfgang Dierl 1971. Brachycyttarus fuscus ingår i släktet Brachycyttarus och familjen säckspinnare. Inga underarter finns listade i Catalogue of Life.